# Simplocaria palmeni
Simplocaria palmeni là một loài bọ cánh cứng trong họ Byrrhidae. Loài này được Poppius miêu tả khoa học năm 1904.